# Hyalurga modesta
Hyalurga modesta är en fjärilsart som beskrevs av Heinrich Benno Möschler 1878. Hyalurga modesta ingår i släktet Hyalurga och familjen björnspinnare. Inga underarter finns listade i Catalogue of Life.